# Kfz-Kennzeichen (Ägypten)

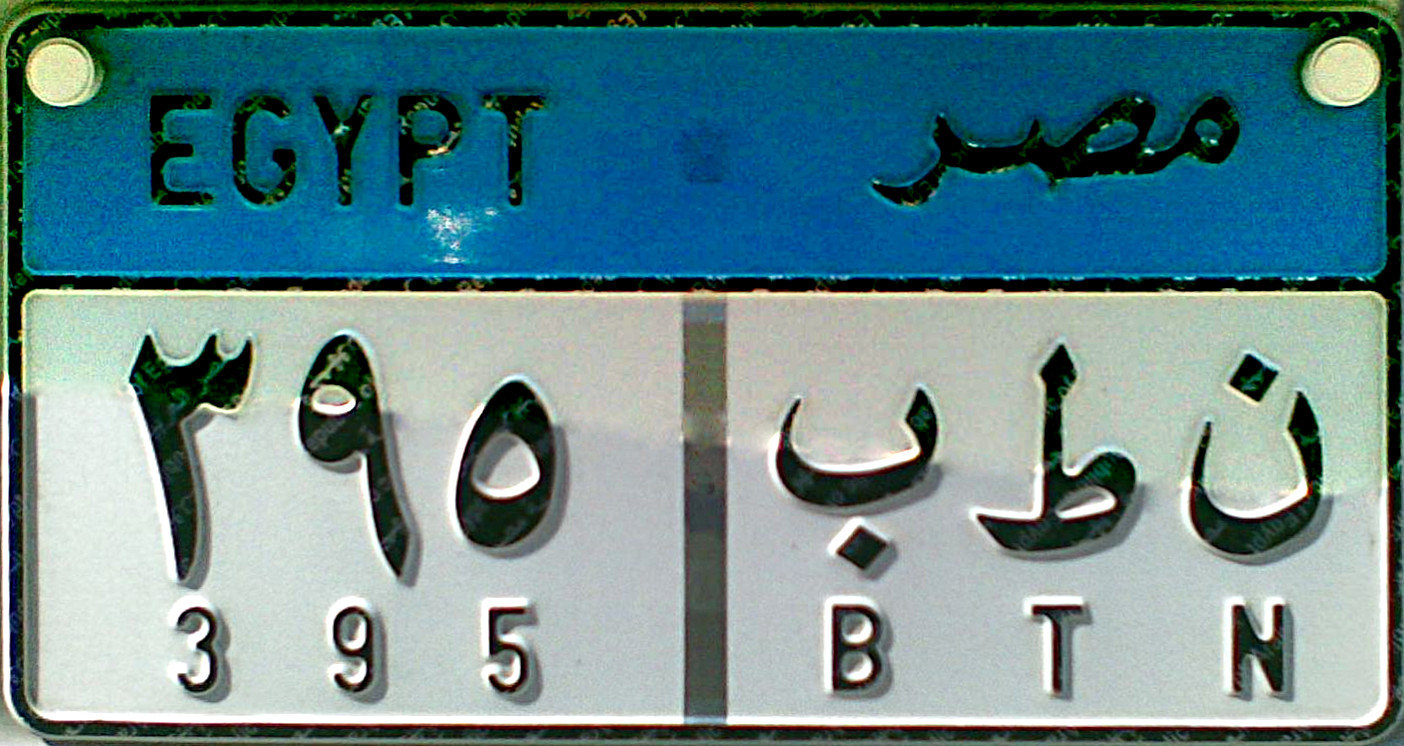
Kennzeichen für Privatfahrzeuge (hellblau)

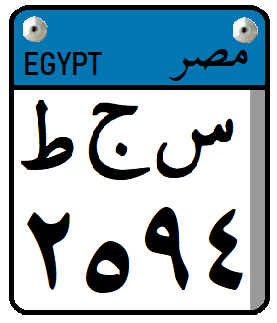
Zweirad-Kennzeichen

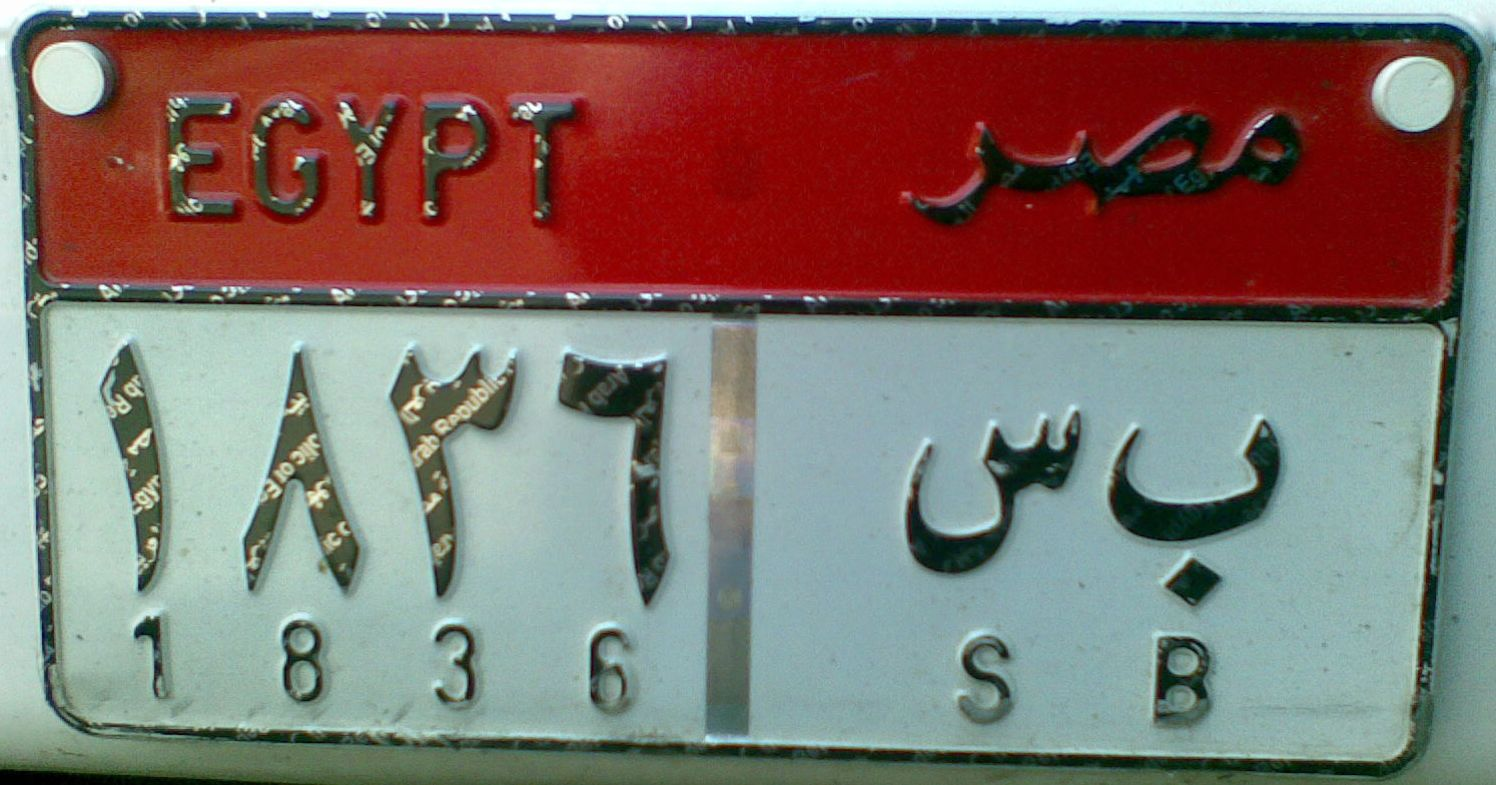
Kennzeichen für Lkw (rot)

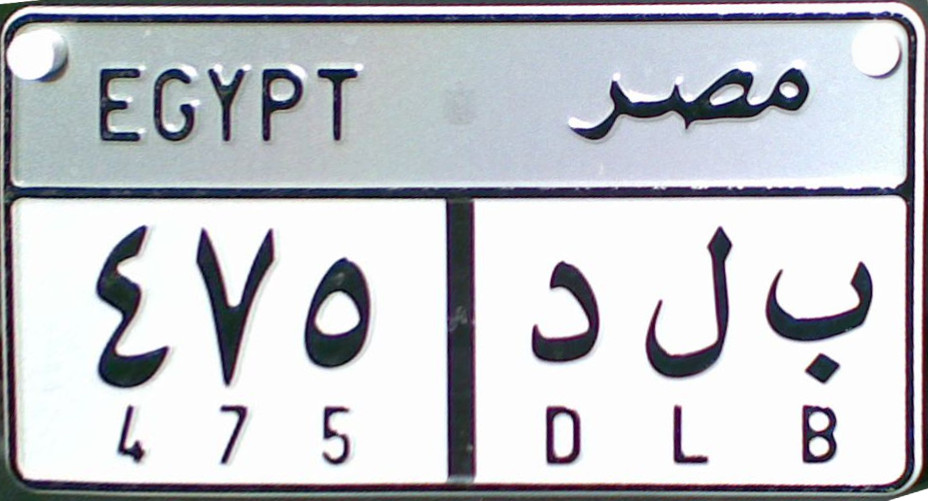
Kennzeichen für Busse (grau)

Die aktuellen ägyptischen Kfz-Kennzeichen wurden Mitte 2008 eingeführt und sollen in absehbarer Zeit alle älteren Schilder ersetzen. Die neuen Nummernschilder wurden von der deutschen Utsch AG  produziert und besitzen eine Spezialfolie mit Hologrammen, die Fälschungen erschweren soll.

Die Schilder besitzen das Maß 170 mm × 350 mm und sind horizontal zweigeteilt. Der obere Bereich zeigt den Staatsnamen in englischer und arabischer Sprache (EGYPT bzw. arabisch مصر), die Farbe des Hintergrunds bezeichnet die Fahrzeugart. Der untere Teil des Kennzeichens zeigt schwarze Schrift auf weißem Grund. Links erscheinen maximal vier Ziffern, rechts maximal drei Buchstaben zunächst in arabischer darunter auch in lateinischer Schrift. Folgende Kombinationen und Farben werden verwendet:
| Farbe      | Muster | Fahrzeugart     |
| ---------- | ------ | --------------- |
| hellblau   |        | Privatfahrzeuge |
| orange     |        | Taxis           |
| rot        |        | Lkw             |
| grau       |        | Busse           |
| beige      |        | Touristenbusse  |
| grün       |        | Diplomaten      |
| gelb       |        | Zollkennzeichen |
| dunkelblau |        | Polizei         |

| Muster   | Gebiet             |
| -------- | ------------------ |
| 000-xxx  | Kairo              |
| 0000-xx  | Gizeh              |
| 0000-xxx | restliches Ägypten |

## Ältere Kennzeichen

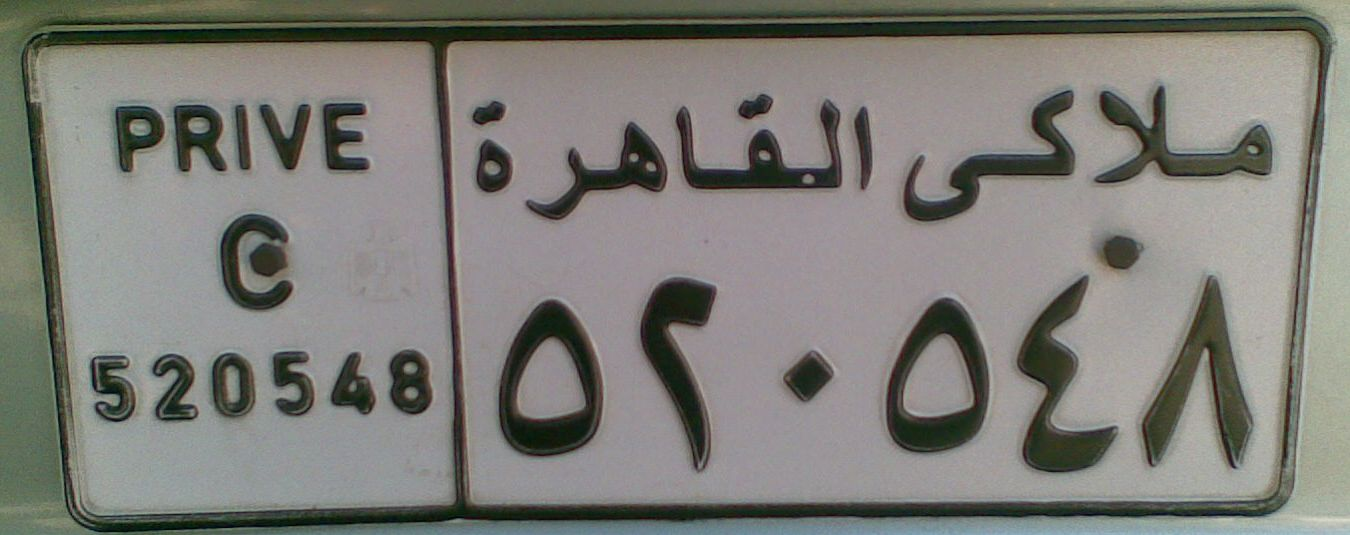
Früheres Kennzeichen mit Herkunftsangabe (C)

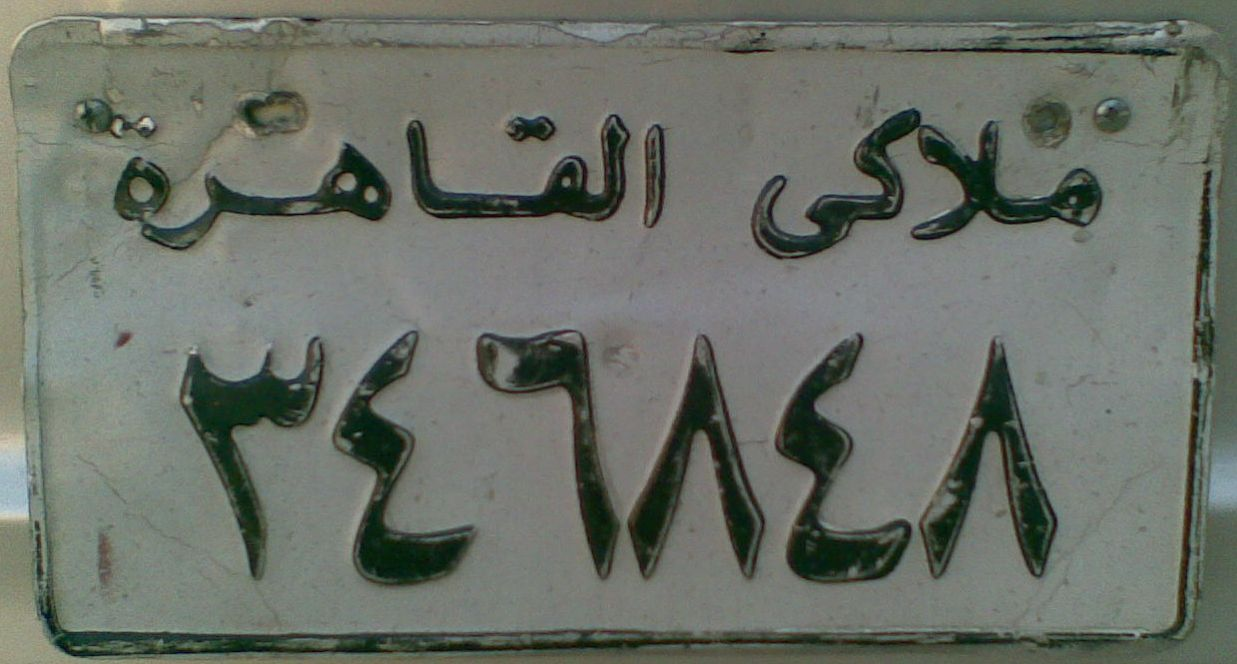
Kennzeichen aus den 1990er Jahren

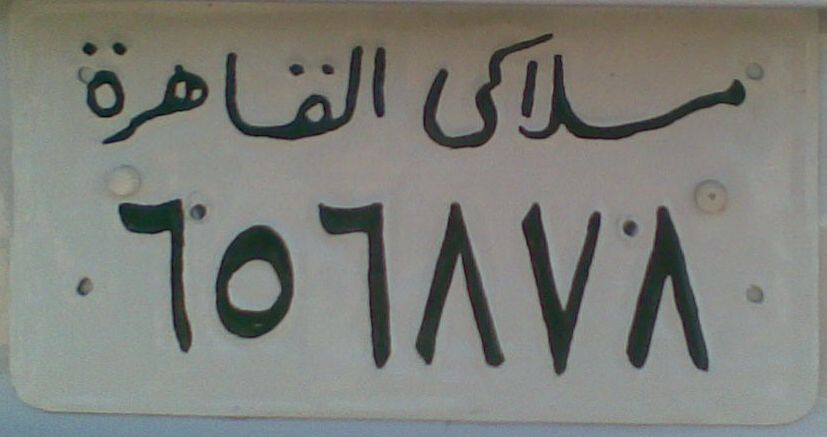
Kennzeichen aus den 1980er Jahren

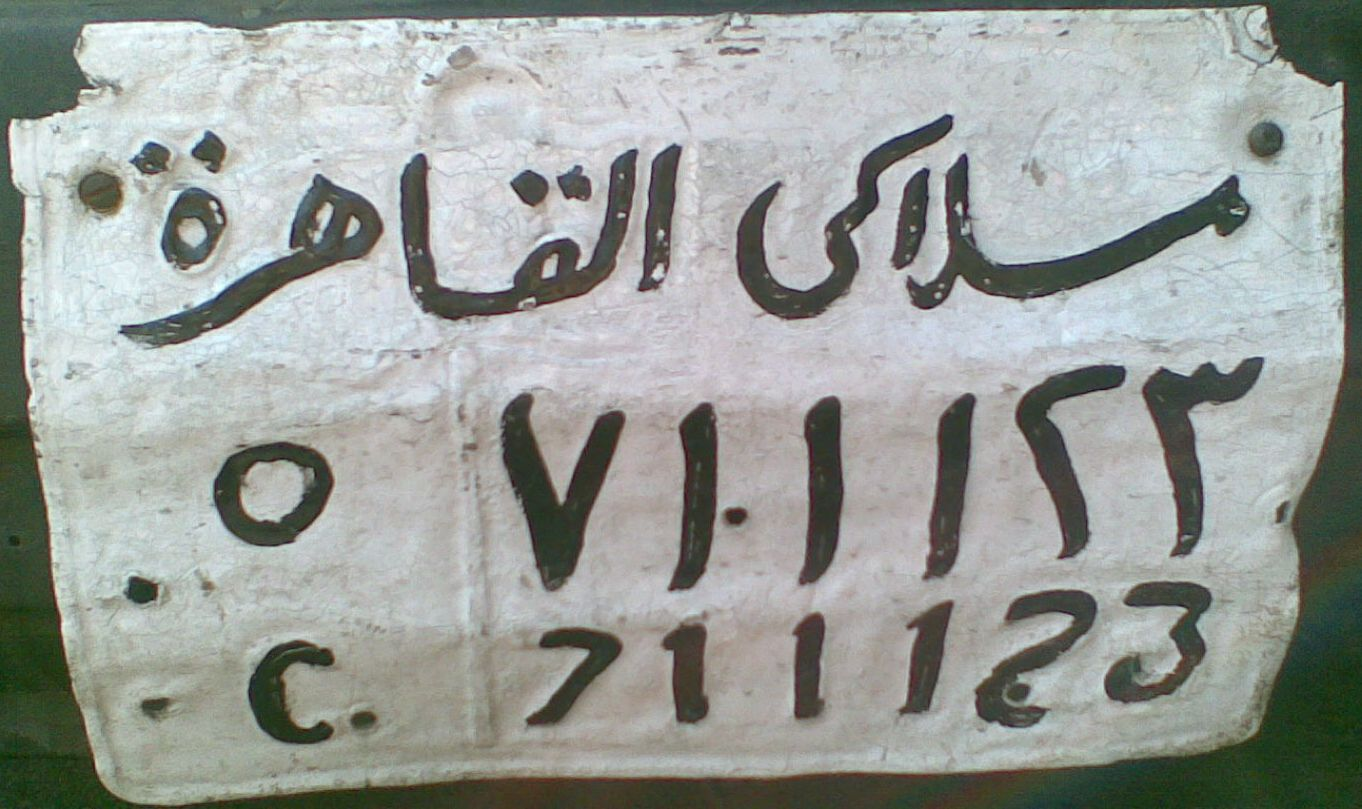
Kennzeichen aus den 1970er Jahren

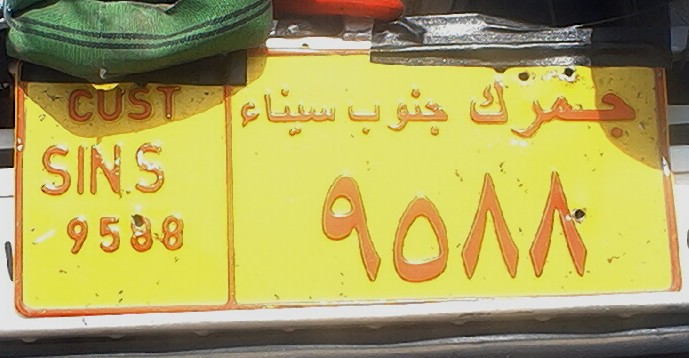
Zollkennzeichen, ausgestellt im Sinai (2004)

Ältere Kennzeichen zeigen teilweise am linken Rand maximal drei Buchstaben, die es erlauben, die Herkunft des Fahrzeugs genauer zu bestimmen. Die Buchstaben kodieren das entsprechende Gouvernement, wobei man sich oft an der englischen Schreibweise oder der entsprechenden Hauptstadt orientierte.
| Kürzel | Gouvernement        |
| ------ | ------------------- |
| ALX    | Al-Iskandariyya     |
| AR     | Schimal Sina        |
| AS     | Asyut               |
| ASN    | Aswan               |
| BH     | Al-Buhaira          |
| BNS    | Bani Suwaif         |
| C      | Al-Qahira           |
| DK     | Ad-Daqahliyya       |
| DT     | Dumyat              |
| FYM    | Al-Fayyum           |
| GH     | Al-Gharbiyya        |
| GZ     | Al-Dschiza          |
| IS     | Al-Ismaʿiliyya      |
| KB     | Al-Qalyubiyya       |
| KFS    | Kafr asch-Schaich   |
| KN     | Qina                |
| MN     | Al-Minufiyya        |
| MT     | Matruh              |
| PTS    | Bur Saʿid           |
| RS     | Al-Bahr al-ahmar    |
| SAL    | Salum               |
| SHG    | Sauhadsch           |
| SHR    | Asch-Scharqiyya     |
| SIN    | Schimal Sina        |
| SUZ    | As-Suwais           |
| WAD    | Al-Wadi al-dschadid |